# Lijst van burgemeesters van Sint-Maartensdijk
Dit is een lijst van burgemeesters van de voormalige Nederlandse gemeente Sint-Maartensdijk tot die gemeente in 1971 opging in de gemeente Tholen.
| 1587 - 1589    | Bartel Marinusse Vermuyen                  |     | burgemeester                                                                                   |
| -------------- | ------------------------------------------ | --- | ---------------------------------------------------------------------------------------------- |
| 1633           | Adriaen Mechielsen                         |     |                                                                                                |
| 1641/42 - 1663 | Maljaart (Maelgaert) van Oost              |     |                                                                                                |
| 1645 - 1648    | Cornelis Jansse Hollander                  |     |                                                                                                |
| 1648           | Pieter Willems                             |     |                                                                                                |
| 1665 - 1699    | Marinus Adriaens Catshouck                 |     | Stief-kleinzoon (via Adriaen Catshouck's moeder Maiken Pieters) van Cornelis Jansse Hollander. |
| ca 1680        | Rocchus Heron                              |     | tevens bouwer van 'De Reijgersburgh"                                                           |
| 1811 - 1813    | mr. Marinus de Jonge                       |     | maire                                                                                          |
| 1821 - 1830    | jhr. Samuel Otto de Casembroot (1776-1839) |     | eerst schout, 1825 burgemeester                                                                |
| 1830 - 1832    | Pieter Adriaan Catshoek                    |     | schoonzoon van zijn voorganger en opvolger                                                     |
| 1832 - 1839    | jhr. Samuel Otto de Casembroot (1776-1839) |     |                                                                                                |
| 1839 - 1853    | Christiaan Was                             |     |                                                                                                |
| 1853 - 1859    | jhr. Jean Louis de Casembroot (1818-1886)  |     | zoon van Samuel Otto                                                                           |
| 1859 - 1882    | J.L. Luyk                                  |     | tevens burgemeester van Scherpenisse (1873-1882)                                               |
| 1882 - 1918    | Nicolaas Polderman                         |     |                                                                                                |
| 1918 - 1936    | Johannes Jan Polderman                     |     | zoon van voorganger                                                                            |
| 1936 - 1948    | Hans Heinrich Schuller                     | ARP | tevens burgemeester van Scherpenisse (1946-1948), later burgemeester van Maartensdijk          |
| 1948 - 1971    | Dick (D.C.) Bouwense                       |     | tevens burgemeester van Scherpenisse                                                           |